# جویم
جویُم شهری در جنوب استان فارس و مرکز شهرستان جویم است. جویم بر اساس آخرین سرشماری کشور دارای ۸٬۰۱۰ تن جمعیت با اکثریتی شیعه مذهب و فارسی‌زبان بوده‌است. جویم ۷۲ کیلومتر تا جهرم، ۱۱۰ کیلومتر تا لار و ۲۵۰ کیلومتر تا شیراز فاصله دارد.
جویم در سال ۱۳۱۶ به همراه بیدشهر و خنج یکی از بخش‌های تابعه شهرستان جهرم در استان جنوب بود که در سال ۱۳۲۳ به شهرستان لارستان پیوست. جویم در سال ۱۳۶۹ به شهر تبدیل شده‌است.
این شهر در ۵۳ درجه و ۵۹ دقیقه طول شرقی از نصف النهار مبدأ و ۲۸ درجه و ۱۵ دقیقه عرض شمالی از خط استوا واقع شده‌است. ارتفاع آن از سطح دریا به‌طور میانگین ۸۶۱ متر است و مساحتش در حدود ۳۲۶۰ کیلومتر مربع است.

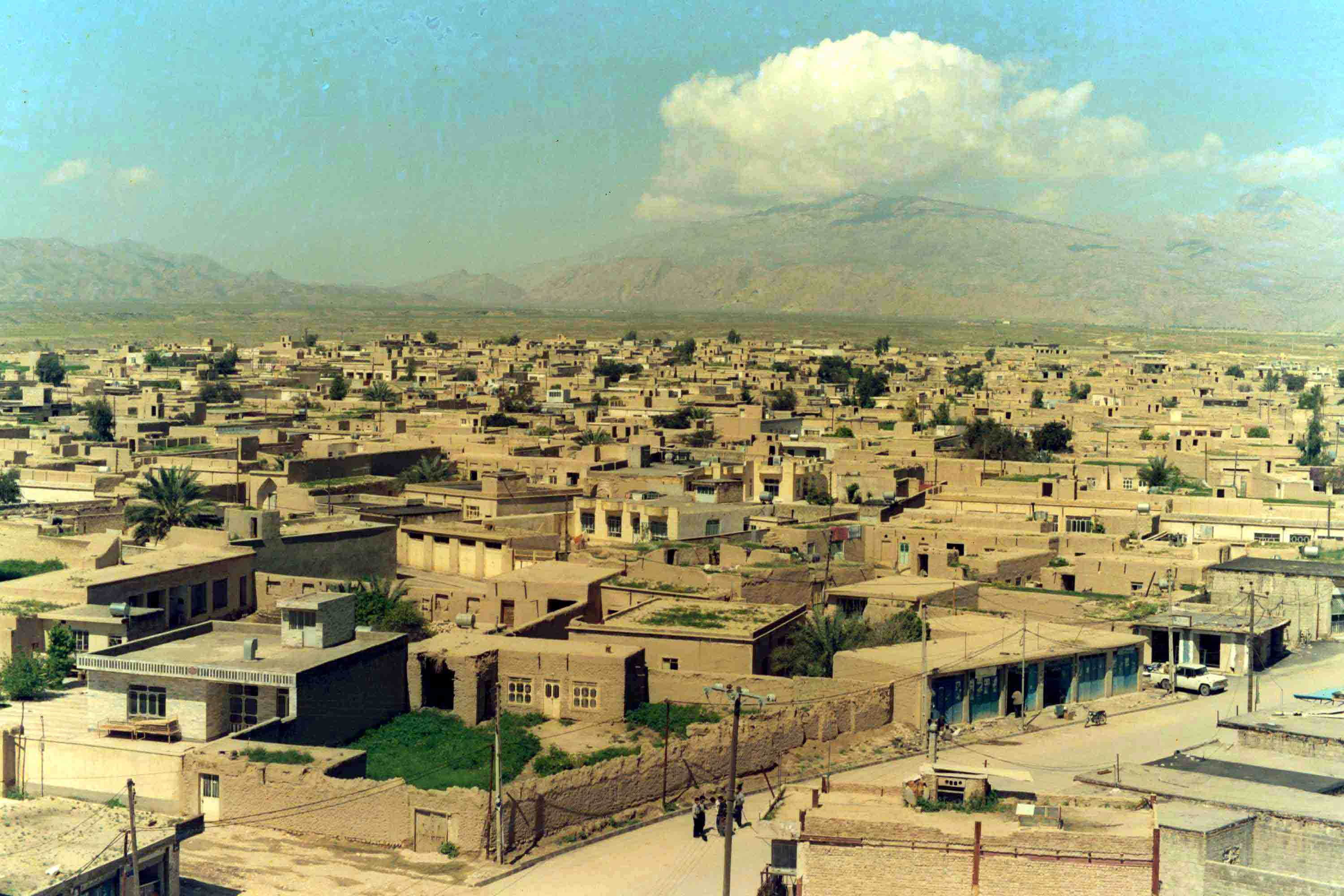
نمای از جنوب شهر جویم، بافت قدیم در دهه ۷۰ شمسی- کوه البرزکوه در شمال شهر جویم قابل مشاهده است

## نام
جغرافی‌نویسان مسلمان تا سده چهارم هجری در آثار و تألیفات خویش جویم را به صورت «جُوَیْم» با پسوند «ابی‌احمد» ثبت کرده‌اند. از دوره صفوی تاکنون در کتب تاریخی از جمله سفرنامه‌های اروپائیان نام این شهر به شکل «جُویُم» ثبت و تلفظ شده‌است. در بیان وجه تسمیه جویم دو نظر عامیانه و تخصصی قابل ذکر است:
جویم از دو کلمه (جو) و (یم) تشکیل شده، جو (به معنای جویبار) و یم (به معنای دریا) ست. بنابر مستندات تاریخی در گذشته‌های بسیار دور استخرهای آب راکد، چشمه‌ها و جویبارهای خروشان، رودها و رودخانه‌های دائمی و پرآب و دریاچه‌های کوچک و بزرگ گرداگرد آن را فرا گرفته و در مرغزارهای منزه و جنگل‌های سرسبز آن وحوش از جمله شیر زندگی می‌کرده‌است. لهذا شاید اطلاق اصطلاح «جویم» به این محل به دلیل مزبور باشد.

## پیشینه

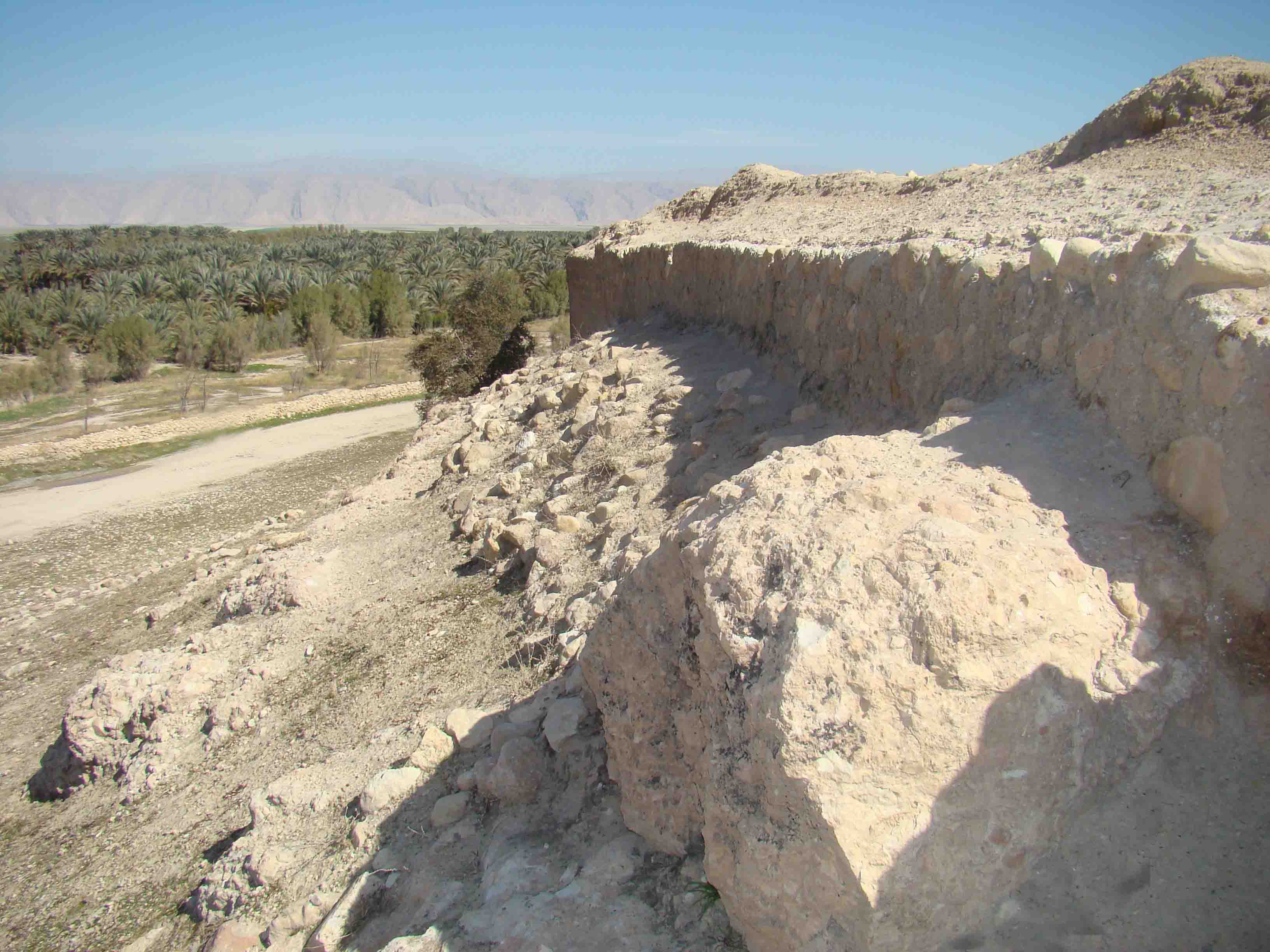
آتشکده آذرفرنبغ کاریان

به موجب قصه ای که در کتاب بندهشن مذکور است در زمان پادشاه داستانی تخمورب (طهمورث) نام، جماعتی سوار گاو و عجیب الخلقه موسوم به سرسائوغ شده از کشور خونیرس به شش کشور دیگر سفر کردند و جز به این وسیله کسی نمی‌توانست به آن شش کشور برود، شبی در میان اقیانوس چنین اتفاق افتاد که باد سه آتشی را که بر پشت گاو روشن بود به آب افکند، اما آتشها مانند سه موجود زنده در مکان سابق خود در پشت گاو مجدداً روییدند و هوا را روشن کردند. یَم (جم) که جانشین تخمورب شد بر فراز کوه خور هورمند خوارزم آتشکده ای بنا کرد و آتش فرنبغ را در آن جای داد. آنگاه این آتش به دستور همین جم یا یم به شهر کاریان (در نزدیکی جویم) انتقال یافت. از این رو شاید قرابت اسم پادشاه مزبور با کلمه جویم و جریان فوق‌الذکر بی ارتباط و دور از ذهن نباشد.
جمشید چهارمین پادشاه از سلسله افسانه ای پیشدادیان است، نامش جم و چون رویش مانند شید می‌درخشید جمشیدش می‌گفتند. وی در کشور پارس آثار معموره فراوان از خود به یادگار گذاشت، از جمله بنیاد سرائی بلندپایه نهاد که تخت جمشیدش نامند و هنوز برخی از آن بنیاد برپاست و چهره‌های نگاشته اش برجاست. پس از جمشید سلسله کیانیان که اول ایشان کیقباد وآنگاه کیکاووس و کیخسرو و لهراسب و گشتاسب و بهمن و همای و داراب و دارا بودند بر تخت شاهی نشستند که همگی فرزندزادگان جمشید محسوب می‌شوند. شاهان مزبور در کوه البرز به پرستش یزدان می‌پرداخته و به این کوه به دیده تقدس می‌نگریستند، لهذا در این کوه آثار عمرانی بسیار از خود به جای نهادند که از جمله این آثار که هم‌اکنون هویداست خرابه‌های تخت کیقباد و کیخسرو و حمام و برکه بند و قلعه و غار کیقباد را می‌توان نام برد.
البرز کوه در شمال جویم واقع شده و به هر حال نام جمشید و جویم و ارتباط نزدیکی که وی با کوه البرز به علل مختلف داشته، بی مسمّی نمی‌تواند باشد.
سرزمین فارس که از شمال به خوزستان و اصفهان و از جنوب به دریای فارس محدود می‌شد، بر طبق تقسیمات رسمی که عرب‌ها با آن مواجه شدند و آن را بعد نیز رعایت کردند، به پنج ولایت تقسیم می‌شده‌است: اصطخر، شاپور، اردشیرخرّه، دارابگرد و ارجان. به عقیده اصطخری دارابگرد سومین ولایت بزرگ فارس بود، مرکز ولایت دارابگرد شهر دارابگرد است و جویم از شهرهای مهم این ولایت می‌باشد.
تقسیم‌بندی سرزمین فارس به شکل یاد شده دست کم تا زمان حیات حمدلله مستوفی قزوینی(۶۸۰–۷۵۰ ه‍.ق) ادامه داشته‌است.
ابواسحاق اصطخری (وفات ۳۴۶ ق) در کتاب «مسالک و ممالک» خود نقشه‌هایی از فارس آورده که در آن شهر جویم را به عنوان یکی از شهرهای مهم مسیر بندر سیراف در کرانه دریای پارس تا شیراز به نمایش گذاشته‌است.
بنا به اظهار ابن خردادبه، اصطخری و ابن فقیه، در این زمان سرزمین فارس شاهد وجود چهار مهاجرنشین یا زم بود که عبارتند از:
1. زم حسن بن جیلویه
2. زم احمد بن اللیث[۸]
3. زم حسین بن صالح یا زم الدیوان
4. زم احمد بن الحسن یا زم کاریان[۸] - که

اصطخری آن را کوچک‌ترین زم می‌شمارد و ابن خردادبه این زم را در فاصله ۵۰ فرسنگی شیراز ذکر می‌کند. زم کاریان به گفته وی از روزگاران گذشته تا عصر او زیر سلطه خاندان صفاق بوده و حتی اصطخری رئیس طایفه‌ای را که در زمان وی می‌زیسته و به نام حجر بن احمد بن الحسن نام می‌برد.
ابوجعفر احمد بن الحسن الازدی از خاندان بنی صفاق شاخه‌ای از قبیله مشهور ازد بود که علاوه بر مقام بالای علمی سالیانی دراز امارات و ولایت شهرهای کاریان و جویم را بر عهده داشت. پس از وی این مقام به پسرش حجر رسید که او نیز مرکز حکومت را به‌طور کامل به شهر جویم منتقل کرد و این شهر به نام ایشان به «جویم ابی احمد» مسمی و مشهور شد. ابو احمد جویمی فقیه، محدث، مقری و از رجال با فضل و دانش بوده که فضلا و شعرای بنامی از جمله ابن درید ازدی او را ستوده‌اند.
ابو احمد جویمی طی نبردی با خوارج سیستان در سال ۳۲۴ هجری در جویم کشته شد و همین‌جا نیز مدفون شد. شهر جویم در دوران حاکمیت وی از رونق شایانی برخوردار بوده‌است. در بیش از دو قرن حکومت دولت صفوی شهر جویم به دلیل داشتن زمینه‌های تاریخی و اجتماعی لازم به سرعت به تشیع گرایید و به علت واقع بودن در مسیر راه بین‌المللی بندر سیراف به شیراز و اصفهان پایتخت آن روز ایران از رونق مدنی گسترده‌ای بهره‌مند شد. حاج صفی قلی جویمی از وابستگان ثروتمند و قدرتمند دربار صفوی که بسیاری از املاک خود را موقوفه عمومی اعلام کرد، نقش اصلی در توسعه مدنی و اقتصادی شهر جویم طی سال‌های ۱۰۵۰ تا ۱۱۰۰ ق. ایفا کرد.
صدها سیاح و بازرگان و سفیر اروپایی که در عصر صفوی از جویم عبور کرده‌اند به تفصیل شکوفایی اقتصادی و فرهنگی شهر جویم را شرح داده‌اند.
در دوره قاجار حکومت شهر جویم و بلوک تابعه تحت نام «جویم و بیدشهر» توسط طبقات اجتماعی موسوم به «خان» و «ملا» که از بومیان منطقه بودند دست به دست می‌گشت. ملا علی محمد جویمی و رضا قلی خان بیدشهری از جمله کلانتران مشهور دوره موصوف به‌شمار می‌آیند که بازماندگان آن‌ها هم اینک تحت نام «تقوی» و «بیدشهری» در جویم و بیدشهر ساکن هستند.
لارستان طبق تقسیمات سیاسی دوره قاجار که تا دوره پهلوی دوم نیز ادامه یافت به پنج بخش مرکزی، بستک و جهانگیریه، جویم و بیدشهر، گاوبندی، لنگه و شیب کوه و دهستان بزرگ خنج و دهستان‌های بیخه جات تقسیم می‌شد. مرکز بخش جویم و بیدشهر، شهر جویم بود که چهار دهستان و ۴۵ آبادی را مدیریت می‌کرد. دهستان بیدشهر آبادی‌های بیدشهر، گلار، قلات، کوره، کهنه، هود و هیرم را در بر می‌گرفت. در دوره پهلوی از سال ۱۳۱۶ بخشداران انتصابی از شهر جویم این بخش را اداره می‌کردند.
جویم در سال ۱۳۱۶ به همراه بیدشهر و خنج یکی از بخش‌های تابعه شهرستان جهرم در استان جنوب بود که در سال ۱۳۲۳ به شهرستان لارستان پیوست. در سال ۱۳۲۸ خورشیدی دهستان بیدشهر از این بخش جدا شد و بخش تازه تأسیس اوز پدید آمد. در سال ۱۳۸۲ خورشیدی بخش بنارویه نیز از این بخش منفک شد. سرانجام در ۲۵ اسفند سال ۱۴۰۰ خورشیدی این بخش از شهرستان لارستان منفک شد و به شهرستان ارتقا یافت. همزمان با آن، دهستان هرم نیز به بخش هرم ارتقا یافت.

## مسائل مردم‌شناختی و جامعه‌شناختی
طی پنجاه سال گذشته مهاجرپذیری شهر جویم و مهاجرفرستی روستاهای تابعهٔ سیر صعودی داشته‌است.
مردم جویم با زبان اصیل فارسی و به گویش دری سخن می‌گویند. سخن گفتن به زبان فارسی دری از ویژگی‌های این منطقه است، چرا که در سراسر ایران فقط شماری از شهرها به این گویش سخن می‌گویند. البته با گذشت زمان واژگان، مفردات، ضمایر و افعال متعددی از زبان‌ها و گویش‌های دیگری مانند شبانکاره‌ای، بلوچی، کردی، ترکمنی، عربی، هندی، تاجیکی، ازبکی، انگلیسی، هلندی و پرتغالی وارد این زبان شده‌است. با این وجود بیشتر واژه‌ها از زبان اصیل دری و پهلوی است.
مردم شهر جویم به‌طور کامل پیرو شیعهٔ دوازده امامی هستند. نژاد مردم منطقه آریایی است، هرچند در قرن‌های نخستین اسلامی، دورهٔ صفوی و دورهٔ پهلوی اول ترکیب نژادی با مهاجرت‌های اختیاری یا اجباری دچار تغییرات تدریجی شده‌است. به‌طور مثال در زمان رضاخان پهلوی ایلات عرب خمسه در روستاهای اطراف جویم مانند منصورآباد، فرشته جان، چاه گزی و حسن‌آباد مرگماری تخته قاپو شدند. آداب و رسوم و فرهنگ رایج در استان در این شهر اجرا می‌گردد.

## اقتصاد
اساس اقتصاد بخش جویم بر پایه کشاورزی، دامداری و کارگری بنا نهاده شده‌است. کشاورزی در این بخش به صورت آبی و دیمی به وسیله تراکتور و کمباین انجام می‌گیرد. عمده‌ترین فرآورده‌های کشاورزی عبارتند از: گندم، جو، پنبه، مرکبات، کنجد، خرما و تره بار. عمده‌ترین و مهم‌ترین محصولات باغی، مرکباتی مانند پرتقال (محلی، والنسیا، توسرخ، نافی) و انواع نارنگی (کله مانتین و کینو)، لیمو ترش، لیمو شیرین، گریپ فروت، نارنج و … هستند.
کارگری یکی از مشاغل اصلی مردمان این بخش را تشکیل می‌دهد؛ اغلب مردان در کشورهای حاشیه خلیج فارس به کارگری اشتغال دارند.

## آموزش و پرورش و فرهنگ
در شهر جویم کلیهٔ مقاطع تحصیلی از پیش‌دبستانی تا پیش‌دانشگاهی دایر است.
نخستین کتابخانهٔ عمومی موسوم به «رستاخیز» تا سال ۱۳۵۸ در شهر جویم دایر و برقرار بود. «کتابخانهٔ عمومی جویم» در سال ۱۳۷۴ افتتاح شد. این کتابخانه با ۸٬۰۰۰ عنوان کتاب، تنها کتابخانهٔ عمومی شهر جویم به‌شمار می‌آید که تحت نظارت ادارهٔ فرهنگ و ارشاد اسلامی لارستان است.

## ارتباطات
جویم با راه‌های آسفالته به شهرهای همجوار متصل است. این شهر فاقد راه‌آهن، فرودگاه و سینماست. در این شهر نشریات محلی از جمله «پیام جویم» به سردبیری «کرامت‌الله تقوی» نخستین ماهنامهٔ جویم است که از سال ۱۳۸۱ تا سال ۱۳۸۳ چاپ و منتشر می‌شد. «گاهنامه نسیم جویم» به سردبیری عبدالمجید محمدی نیز از سال ۱۳۸۴ تاکنون در سطح استان چاپ و منتشر می‌شد. «ماهنامهٔ صحبت نوی جویم» با سردبیری کرامت‌الله تقوی از سال ۱۳۹۴ تا سال ۱۳۹۶ در حال انتشار است.
جویم از کلیهٔ امکانات مخابراتی برخوردار است.

## جاذبه‌های گردشگری
شهر جویم در تاریخ ۱۵/۸/۱۳۸۷ با استناد به نامه شماره ۲۰۰/۵۳/۸۷۲ مدیرکل دفتر حفظ و احیای بافت‌های تاریخی میراث فرهنگی کشور به عنوان یکی از نه شهر تاریخی استان فارس به ثبت رسید. از جاذبه‌های طبیعی گردشگری این شهر می‌توان چشمه سرچشمه با دبی ۳۵۰ لیتر در ثانیه سرو ۱۷۰۰ ساله و آبشار رحمت آباد به ترتیب در فاصله‌های ۳ و ۲۰ کیلومتری شمال شرقی و شمال شهر جویم نام برد. آثار تاریخی جویم و پیرامون آن عبارتند از:
- آتشکده آذرفرنبغ کاریان (ساسانی، ۲۵/۱۲/۱۳۷۹ – ۳۴۱۷)
- آب انبار قطب آباد (صفوی، ۱۸/۶/۱۳۸۷ – ۲۳۴۵۱)
- آب انبار گود کر جویم (قاجار، ۱/۹/۱۳۸۸ – ۲۷۴۸۸۶)
- آب انبار میانده جویم (صفوی، ۱۸/۶/۱۳۸۷ – ۲۳۲۶۴)
- آسیاب آبی شاهی جویم (صفوی، ۱۸/۶/۱۳۸۷ – ۲۳۲۱۶)
- آسیاب آبی ظهرویه جویم (ساسانی، ۱/۹/۱۳۸۸ – ۲۷۵۰۰)
- بقعه سید ابو احمد جویمی (قاجار، ۱۸/۶/۱۳۸۷ – ۲۳۳۶۹)
- بقعه سید تاج الدین منصور هاشمی جویم (سده نهم هجری، ۱/۹/۱۳۸۸ – ۲۷۴۸۵)
- بقعه شاه احمد خاموش کلون (ایلخانی، ۱۸/۶/۱۳۸۷ – ۲۳۴۵۰)
- بقعه شیخ اسماعیل جویمی (قرون میانه اسلامی، ۱/۹/۱۳۸۸ – ۲۷۴۸۲)
- تل احمد محمودی (سده نخستین اسلامی، ۱/۹/۱۳۸۸ – ۲۷۴۹۴)
- تمب گندمی جویم (ساسانی، ۱/۹/۱۳۸۸ – ۲۷۴۸۷)
- تل فرشته جان (ساسانی، ۱/۹/۱۳۸۸ – ۲۷۴۸۳)
- چهار انباری جویم (صفوی، ۱۳۸۶)
- حمام خضر جویم (صفوی، ۱۱/۵/۱۳۸۴ – ۱۲۷۵۳)
- حمام زیارت هرم (صفوی، ۱/۹/۱۳۸۸ – ۲۷۵۰۳)
- حمام قطب آباد (صفوی، ۱۸/۶/۱۳۸۷ – ۲۳۳۷۴)
- قلعه بل جویم (ساسانی، ۱/۹/۱۳۸۸ – ۲۷۴۹۷)
- قلعه جعفری احمد محمودی (ساسانی، ۱/۹/۱۳۸۸ – ۲۷۴۹۸)
- قلعه دراز چاه گزی (اشکانی، ۱۸/۶/۱۳۸۷ – ۲۳۴۵۳)
- قلعه دشت برکه منصورآباد (ساسانی، ۱/۹/۱۳۸۸ – ۲۷۴۹۹)
- قلعه سمیران یا قلعه کهنه جویم (قرون میانه اسلامی، ۱/۹/۱۳۸۸ – ۲۷۴۸۸)
- قلعه شاه‌نشین کاریان (ساسانی، ۱۸/۶/۱۳۸۷ – ۲۳۲۶۳)
- قلعه ظهرویه جویم (ساسانی، ۱/۹/۱۳۸۸ – ۲۷۴۹۶)
- قلعه کریمی جویم (ساسانی، ۱/۹/۱۳۸۸ – ۲۷۴۸۹)
- قلعه گلی کاریان (ساسانی، ۲۵/۱۲/۱۳۷۹ – ۳۴۳۲)
- قلعه نقاره خانه فرشته جان (ساسانی، ۱۸/۶/۱۳۸۷ – ۲۳۲۱۷)
- کاخ کیقباد رحمت آباد (ساسانی، ۱۸/۶/۱۳۸۷ – ۲۳۴۰۷)
- کاروانسرای خواجه ابوالحسن جویم (زند، ۱۹/۵/۱۳۸۴ – ۱۲۷۰۵)
- کاروانسرای رضاقلی خان جویم (قاجار، ۱۹/۵/۱۳۸۴ – ۱۲۷۱۴)
- کاروانسرای شترخانه جویم (صفوی، ۱۹/۵/۱۳۸۴ – ۱۲۶۹۹)
- کاروانسرای صفی قلی جویم (صفوی، ۳۰/۳/۱۳۷۷ – ۲۰۳۶)
- کاروانسرای موزر (صفوی، ۱/۹/۱۳۸۸ – ۲۷۴۹۵)
- مسجد جامع جویم (صفوی، ۳۰/۳/۱۳۷۷ – ۲۰۳۵)[۱۷]

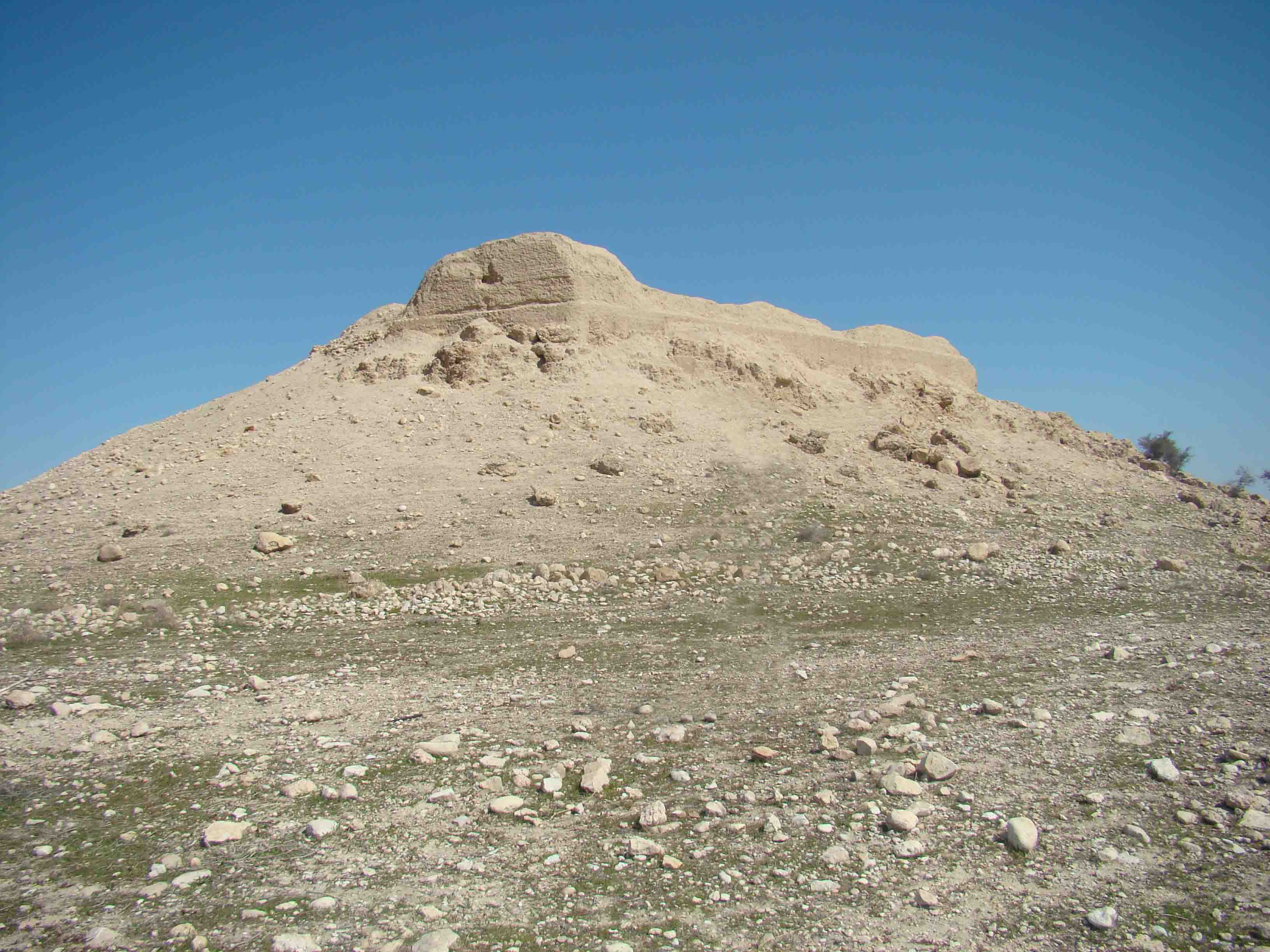
آتشکده آذرفرنبغ کاریان
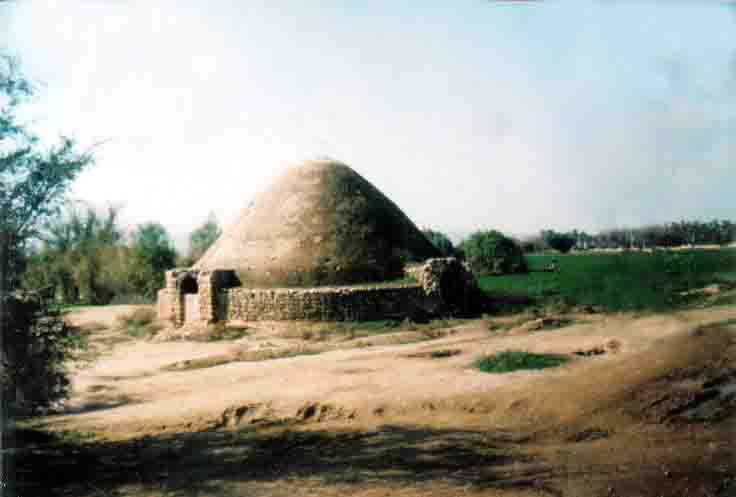
آب‌انبار قطب‌آباد
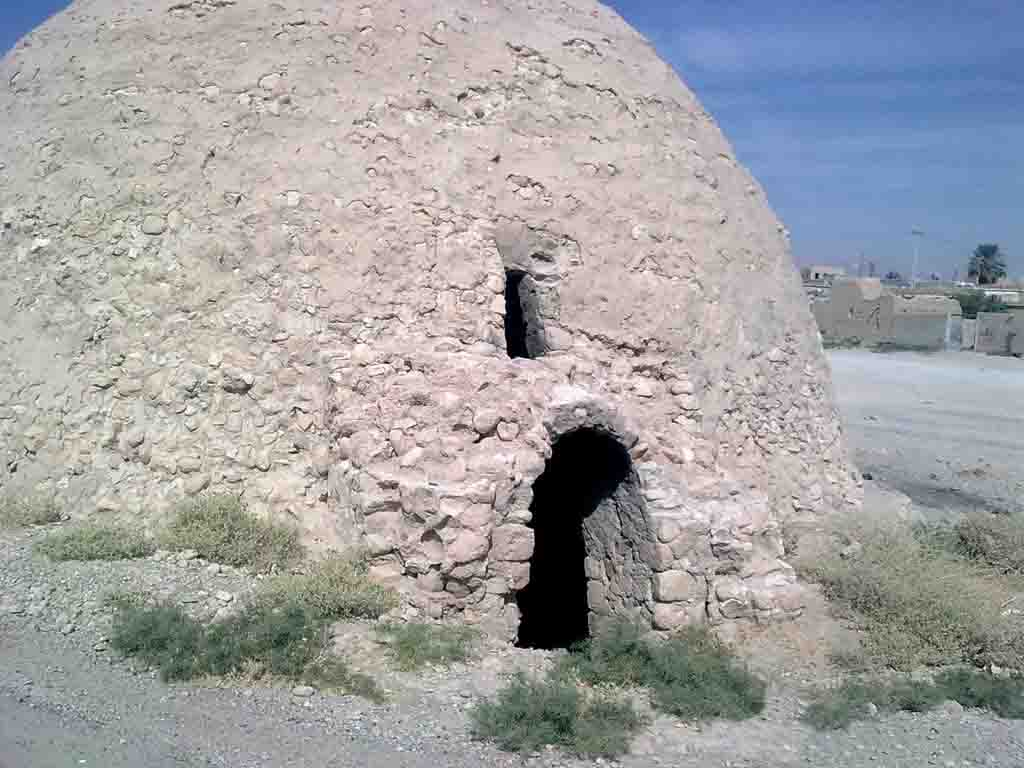
آب انبار کود کر
برکه میان ده جویم
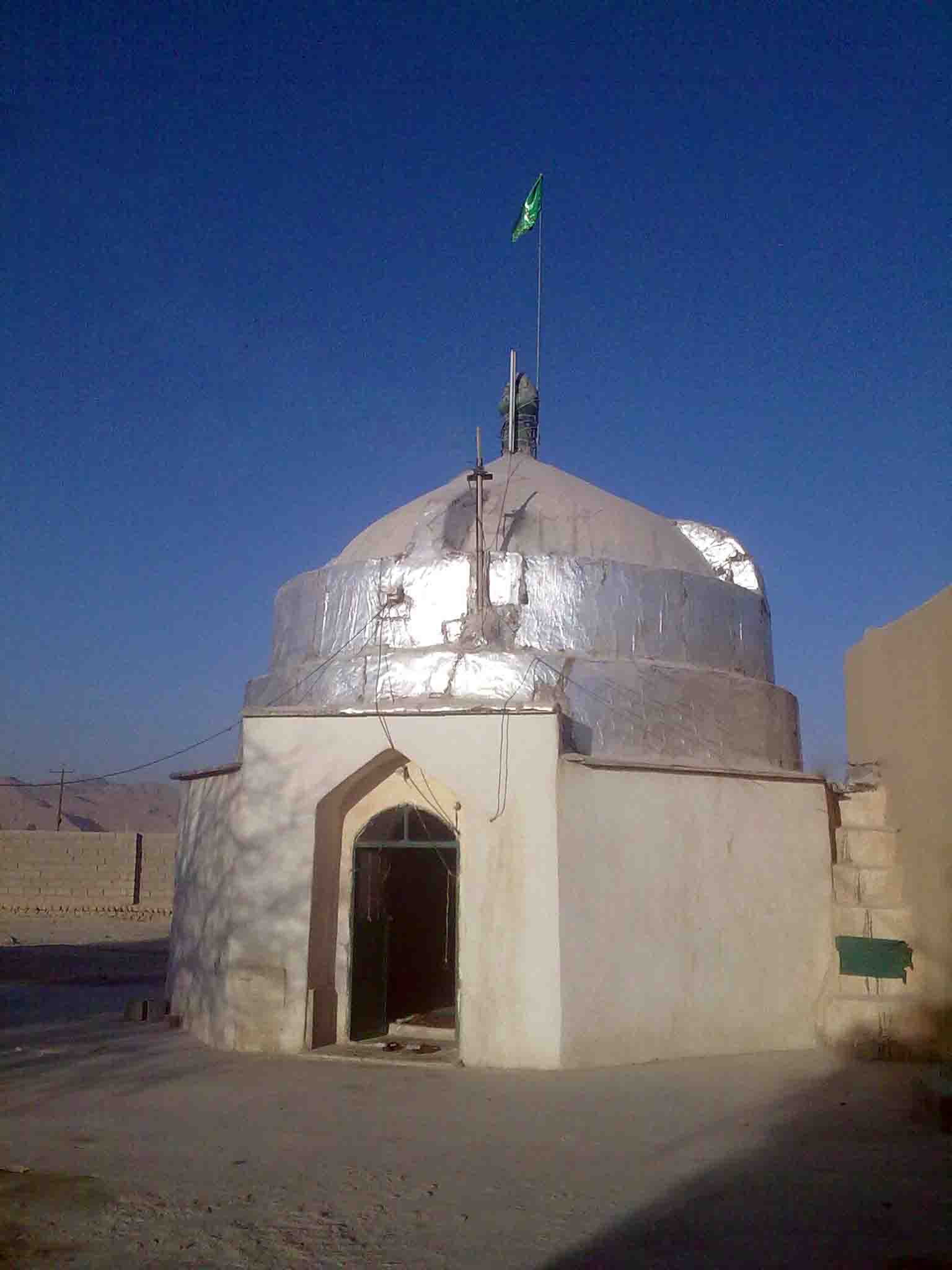
آرامگاه سید ابو احمد جویمی
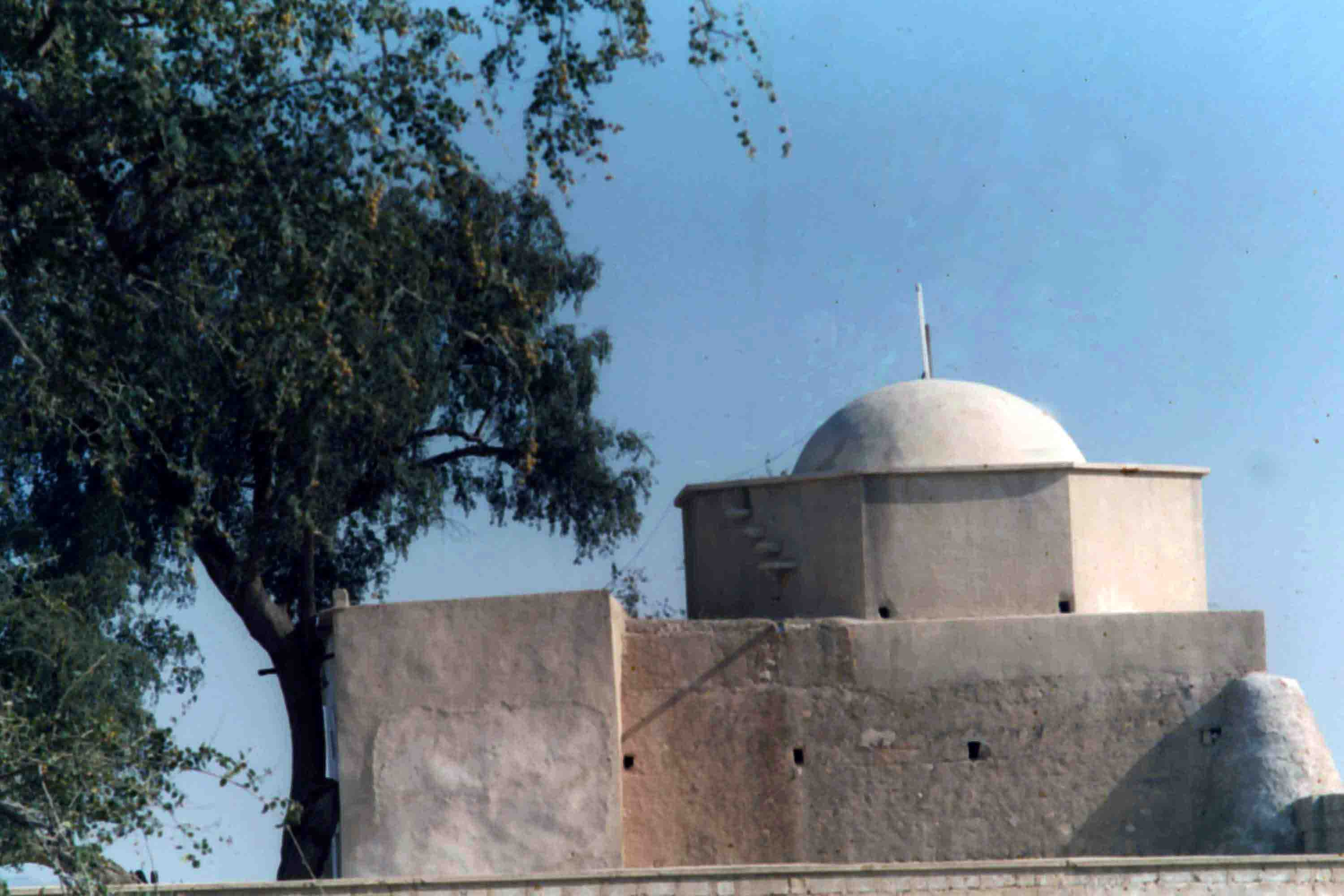
بقعه شاه منصور هاشمی
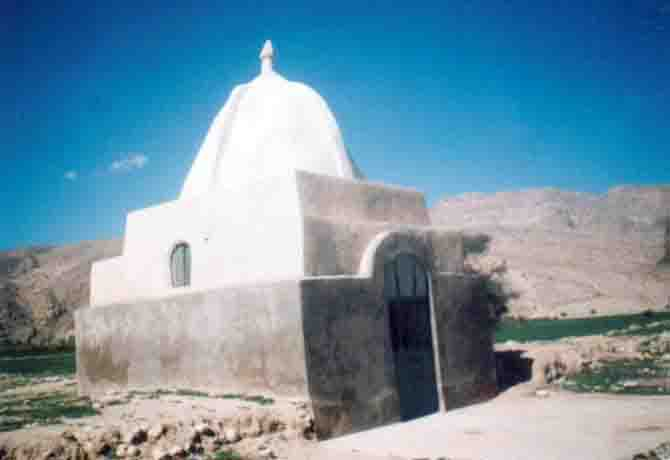
بقعه شاه احمد خاموش
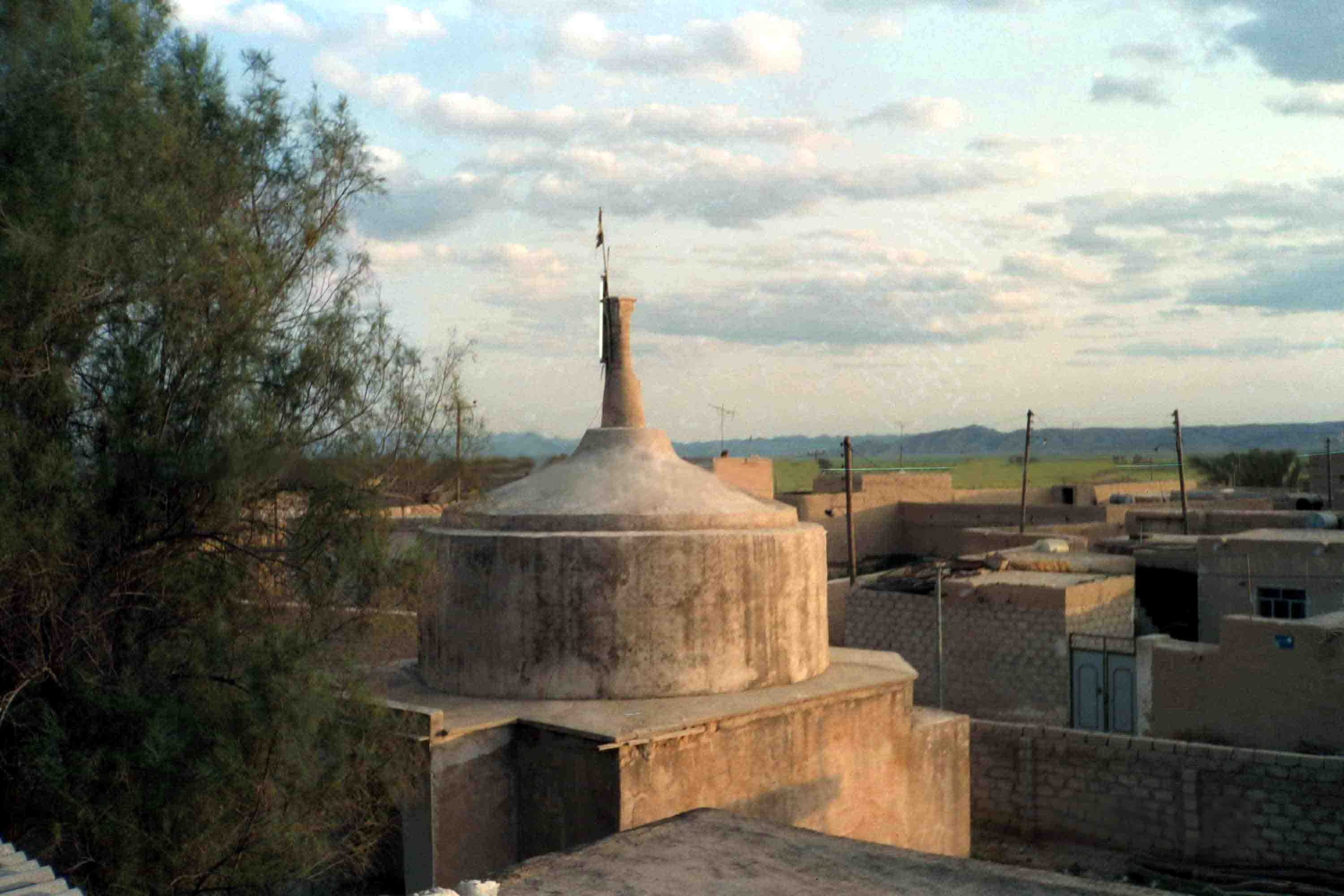
بقعه شیخ اسماعیل جویمی
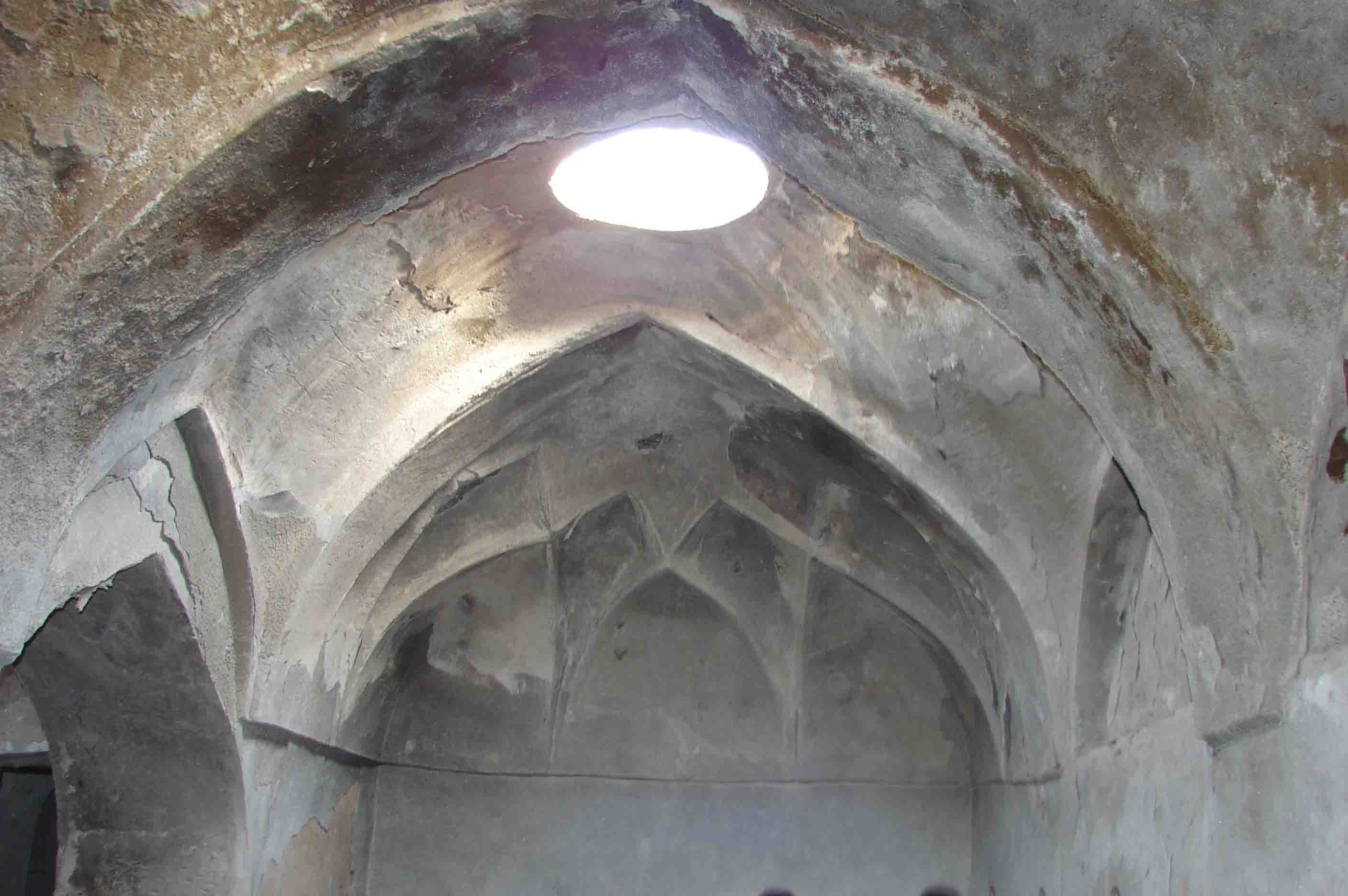
حمام خضر جویم نمای داخلی
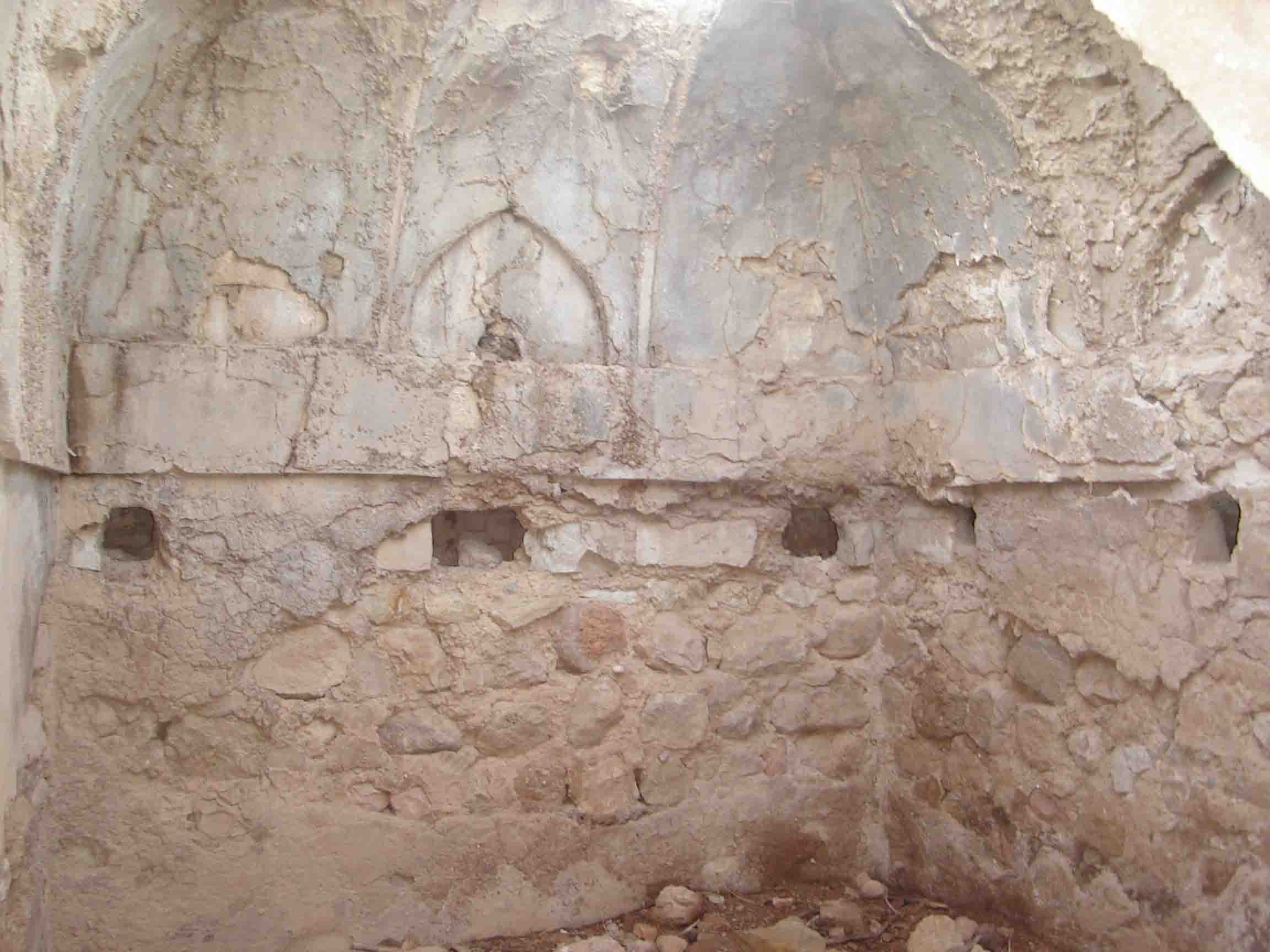
حملم زیارت هرم- نمای داخلی
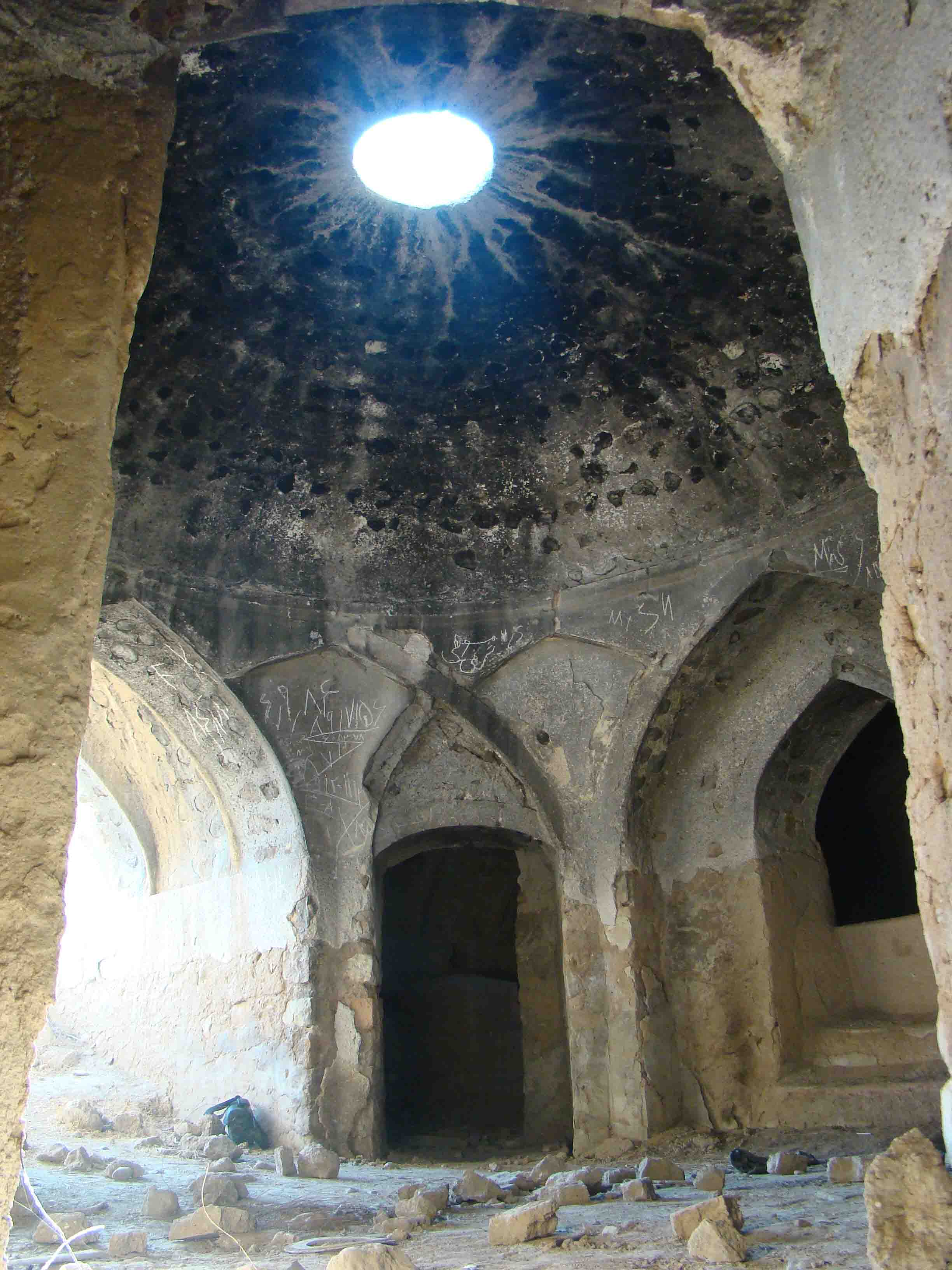
حمام قطب آباد
قلعه جعفری احمد محمودی
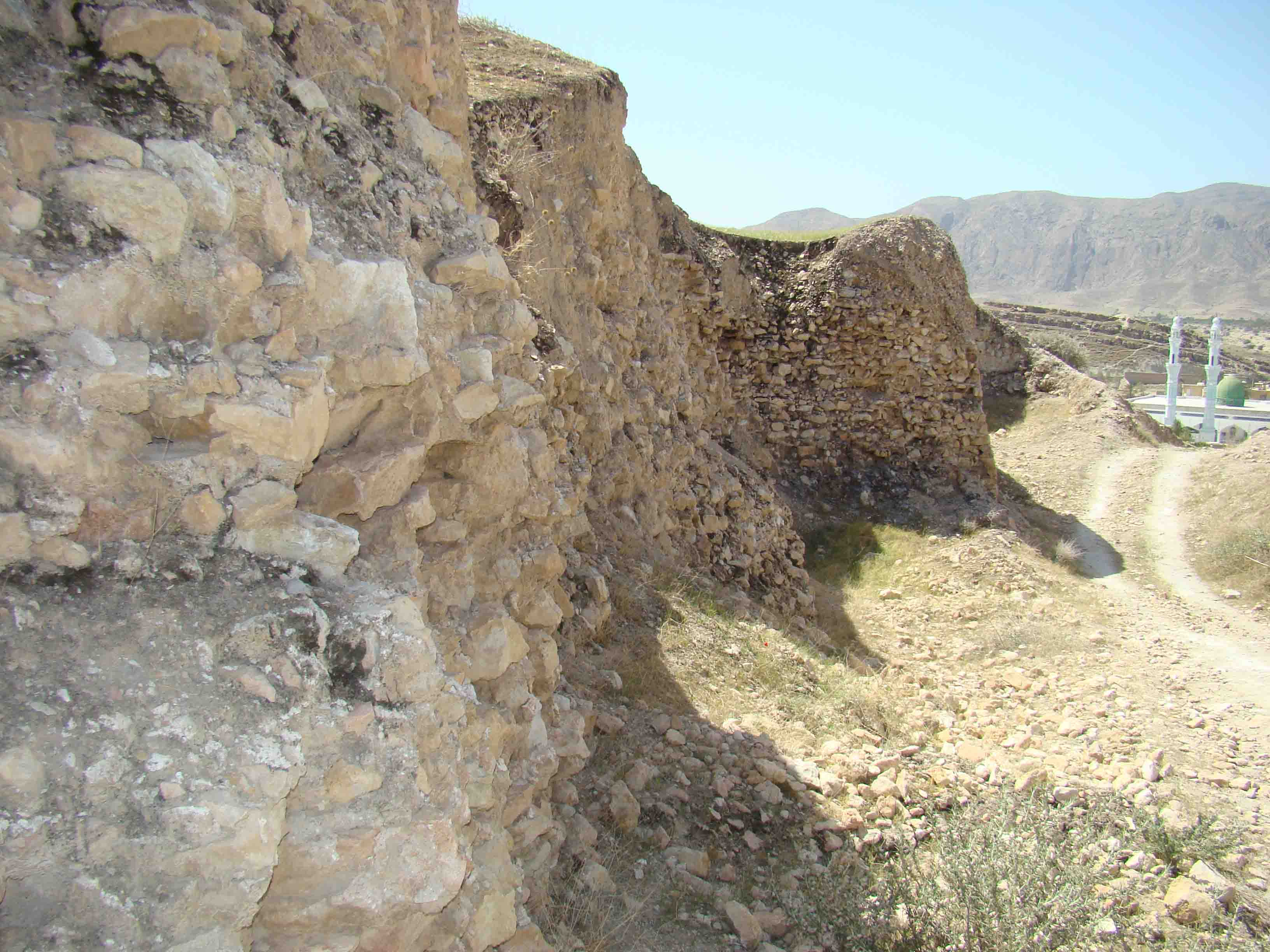
قلعه شاه نشین کاریان
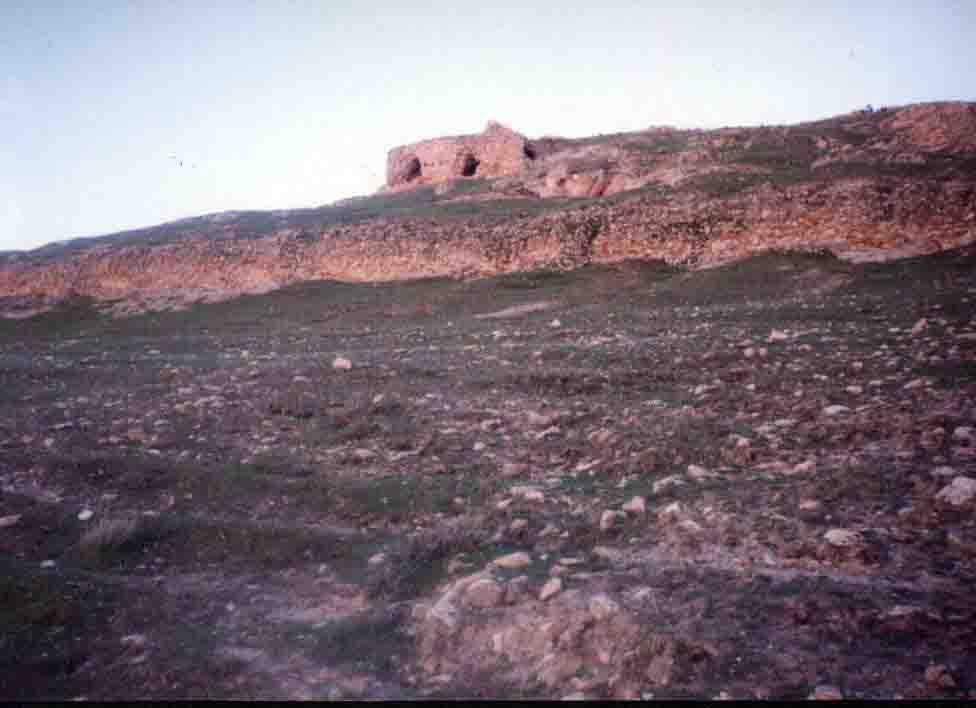
قلعه ماه فرخان یا نقاره خانه فرشته جان
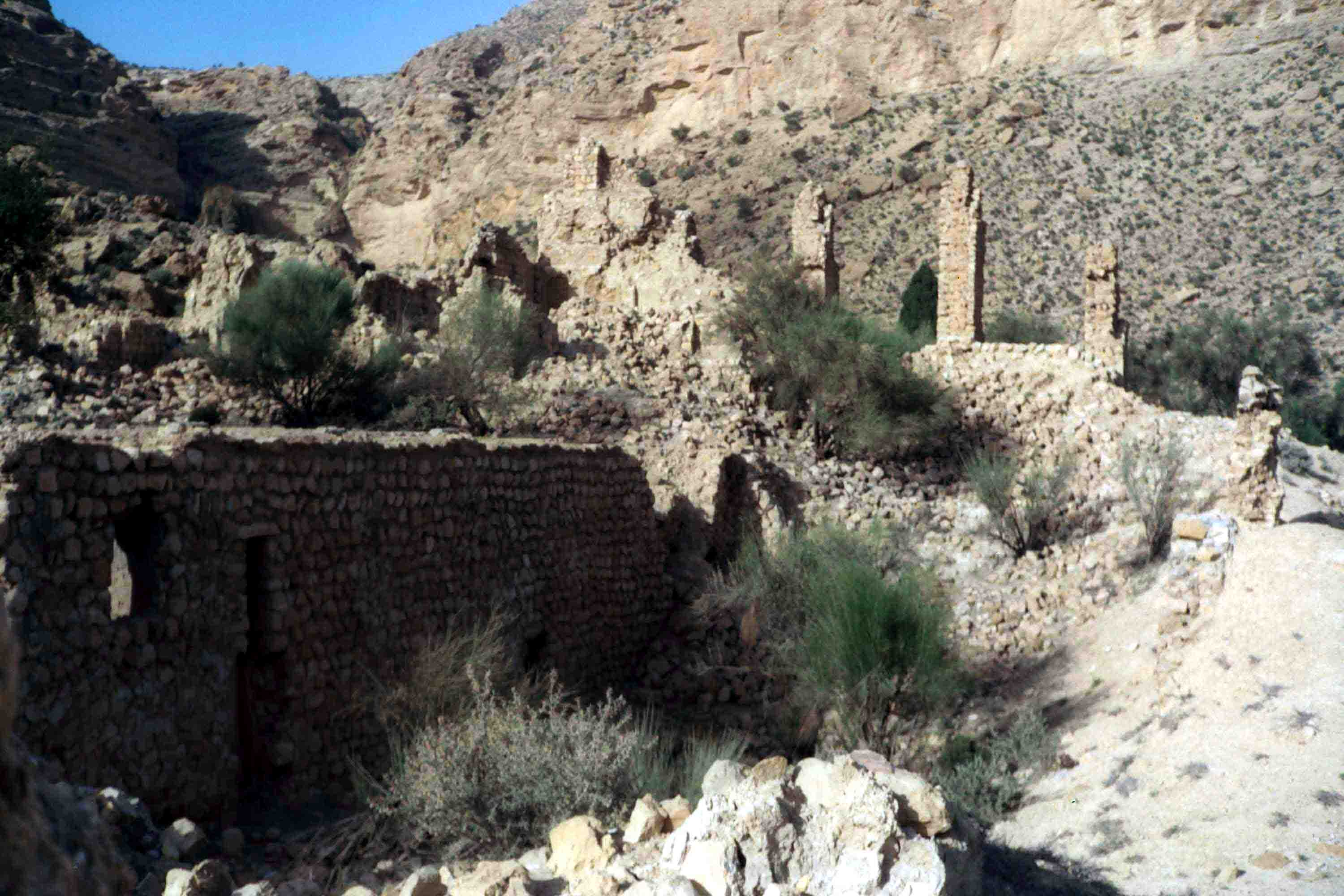
کاخ کیقباد رحمت آباد جویم
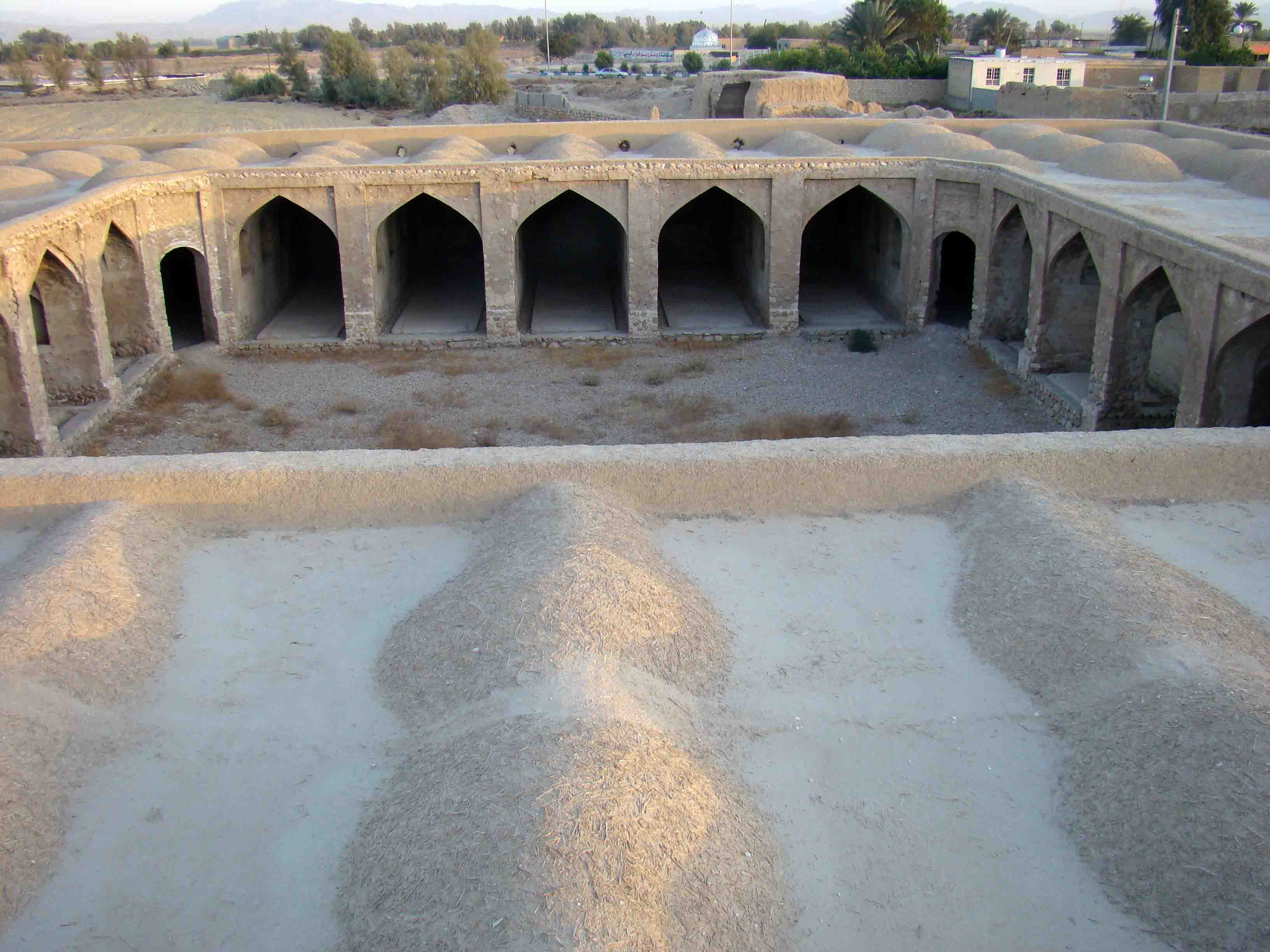
کاروانسرای خواجه ابوالحسن
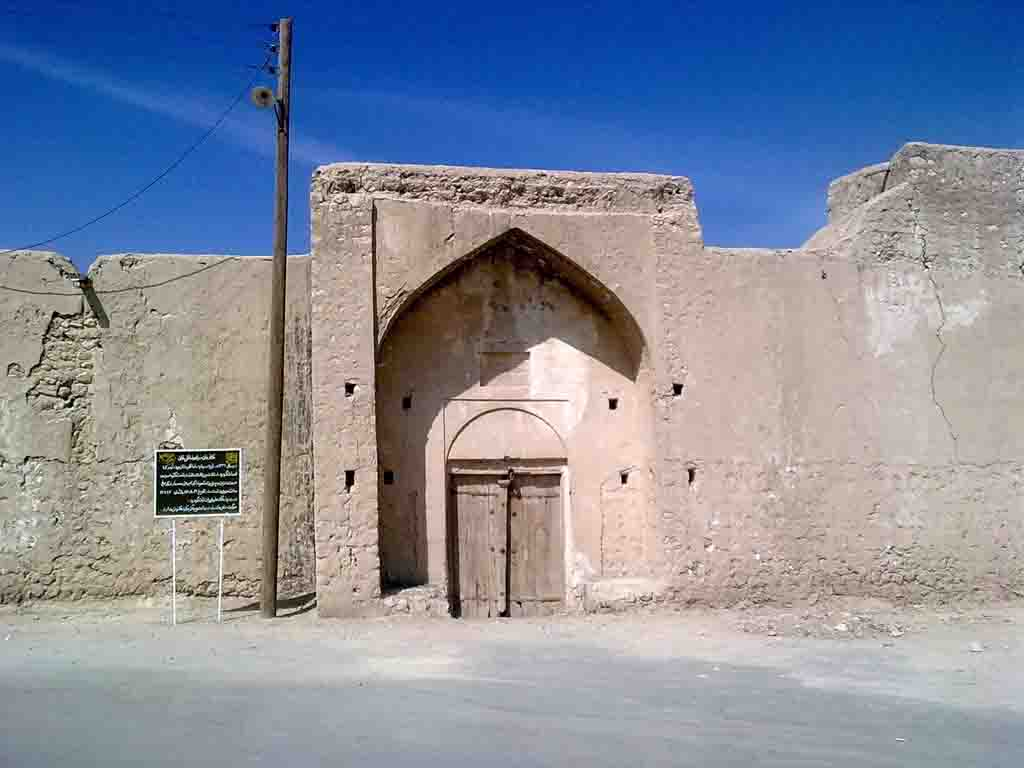
کاروانسرای رضا قلی خان جویمی
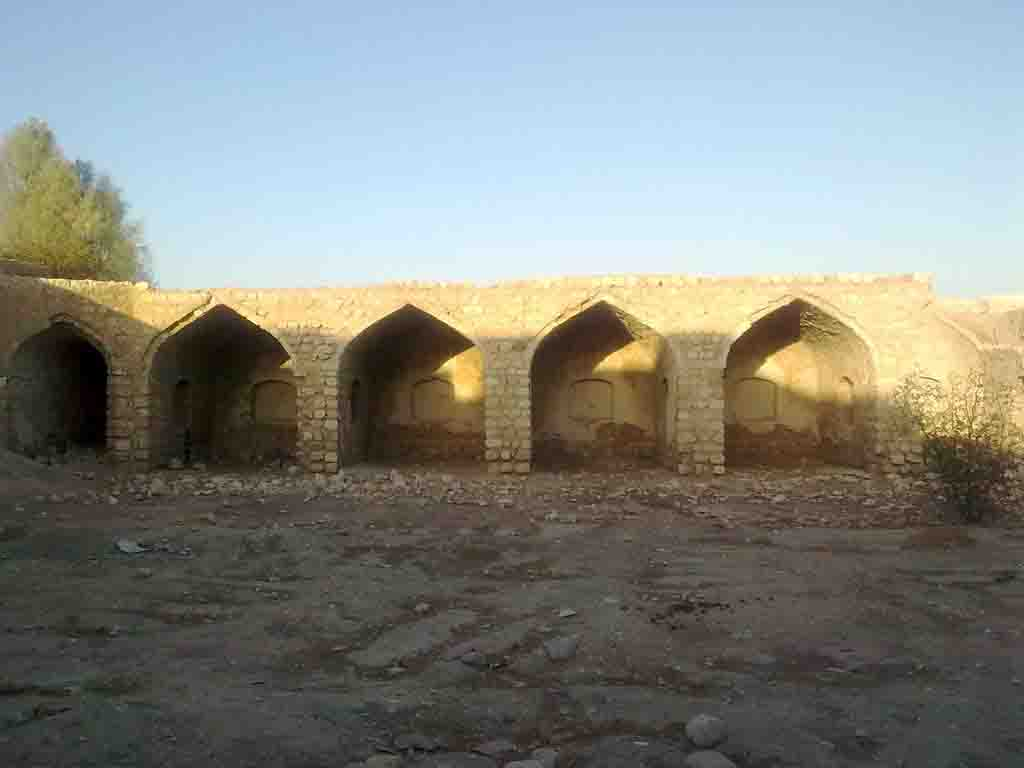
کاروانسرای شترخانه
کاروانسرای صفی قلی - نمای داخلی
کتیبه سر درب کاروانسرای صفی قلی جویمی
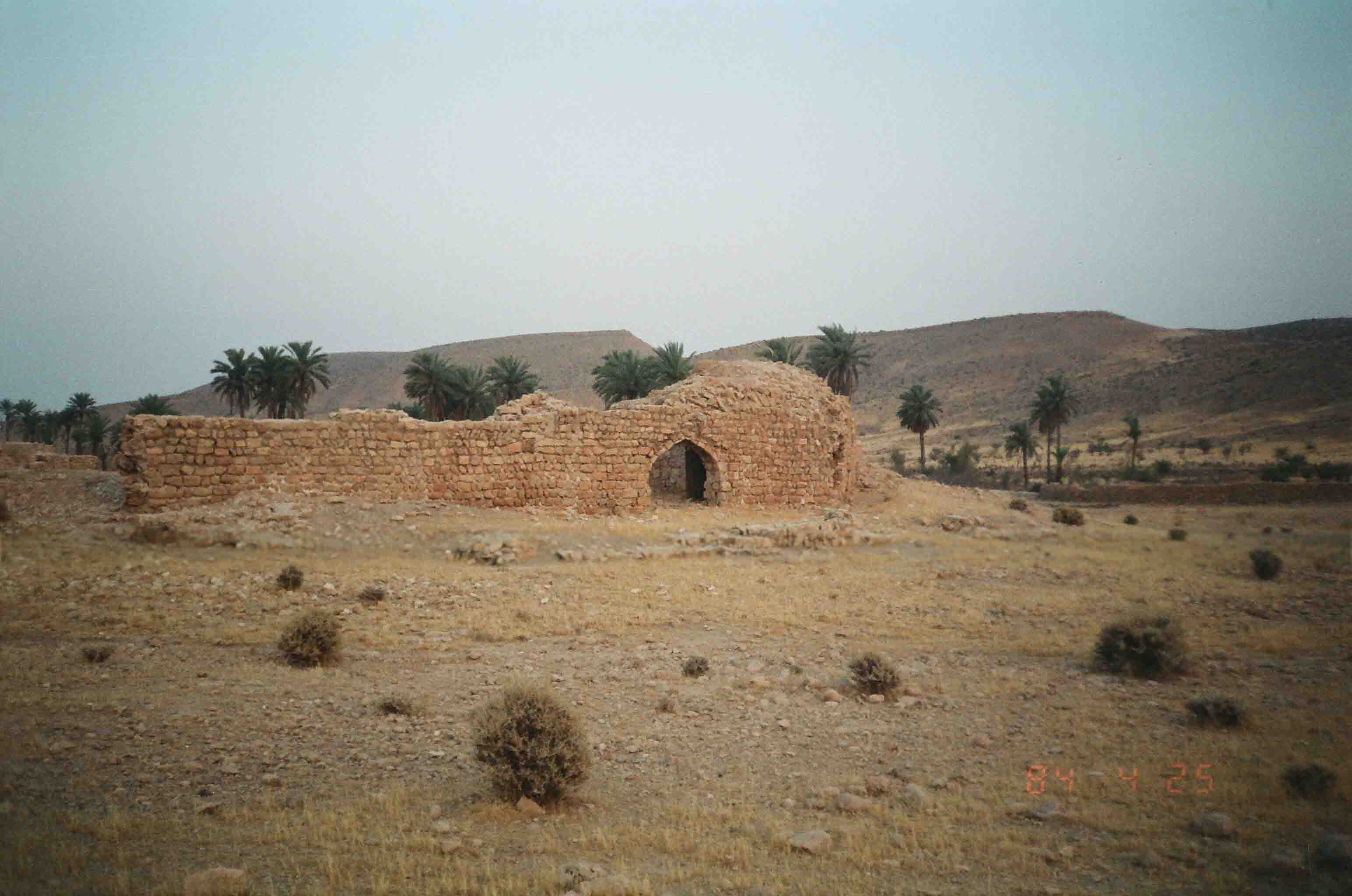
کاروانسرای موزر
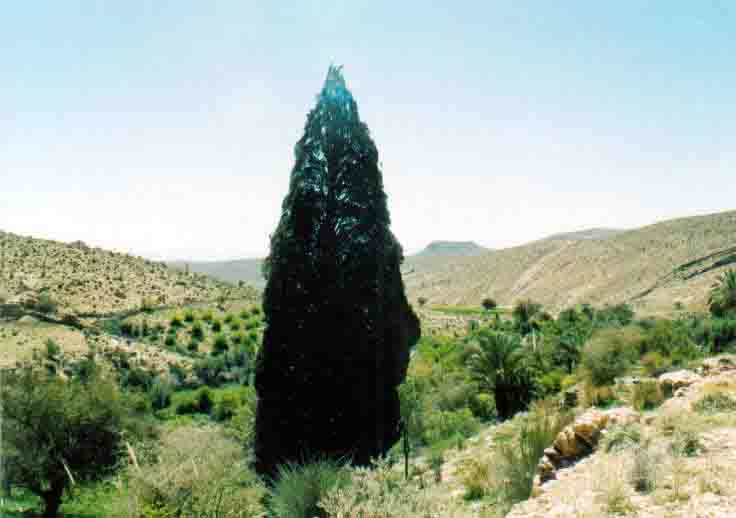
سرو ۱۷۰۰ ساله رحمت‌آباد
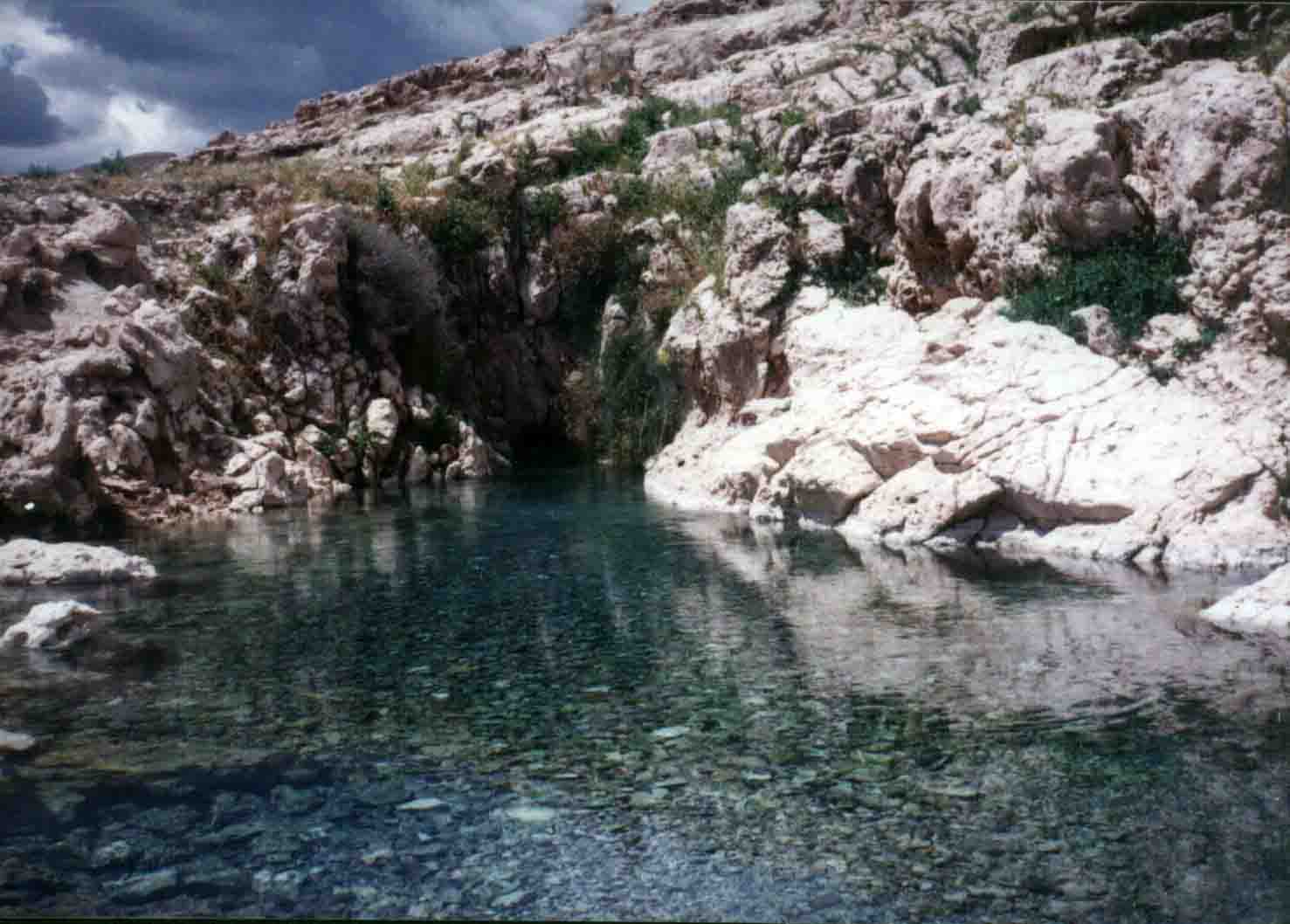
چشمه سرچشمه

## دانشمندان، شاعران و نام‌آوران
- نخستین شاعر شناخته شدهٔ جویمی، محمد بن علی جویمی است که در سده‌های نخستین هجرت می‌زیسته و اشعار خود را به زبان عربی می‌سروده‌است.
- ملا محمد صالح بن ملا جمال هرمی (وفات ۱۳۱۰ ه‍.ش) بیشترین اشعار حماسی شاعران جویم را به خود اختصاص داده‌است. وی تنها شاعر روشندل بخش جویم است که نابینا به دنیا آمد.
- شیخ عبدالعزیز روستایی بلغانی با ۵۰۹ بیت شعر بیشترین اشعار به جای مانده شاعران بخش جویم را به خود اختصاص داده‌است. همچنین طولانی‌ترین مثنوی شاعران بخش جویم موسوم به «موش و گربه» در ۳۶۳ بیت توسط وی سروده شده‌است.
- شیخ یاسین بلادی (زنده در ۱۱۴۷ ه‍.ق) با نوشتن ۲۰ جلد کتاب بیشترین رقم تألیف دانشمندان جویمی را به خود اختصاص داده‌است.
- شیخ احمد جویمی کتابدار مدرسه اسفریس نیشابور بود که با ابوالقاسم فردوسی و محمد دقیقی طوسی مراوده و رفت و آمد داشت.
- شیخ صدرالدین کاریانی در جامع عتیق شیراز تفسیر کشاف زمخشری را تدریس می‌کرده‌است. از حافظان قرآن کریم بوده و به نحوی بی‌نظیر هر سوره را از آخر به اول از حفظ می‌خوانده‌است.
- شمس‌الدین لاغری از شاعران درباری بخش جویم که در خدمت سلاطین سلجوقی بوده با مجیر بیلقانی (متوفی ۵۸۶ ق) و اثیر اخسیکتی (متوفی ۵۷۷ ه‍.ق) رفاقت و رفت و آمد داشت.
- شیخ علی اصغر رحمانی جویمی (۱۳۰۱–۱۳۵۸) از مشاهیر شاعران معاصر از شهر جویم برخاسته است. دیوان اشعار شیخ علی اصغر رحمانی جویم تحت نام «سرود آفتاب» به اهتمام استاد صادق رحمانی چاپ و منتشر شد. رحمانی «اهلی» تخلص می‌کرد.[۱۸]

- از چهره‌های شاخص و نام‌آور منطقهٔ جویم در عصر حاضر می‌توان از دکتر ناصر بهمنی (دکتری مدیریت انسانی)، دکتر کرامت‌الله تقوی (دکتری تاریخ ایران باستان)، دکتر صغری استوار (دکتری روان‌شناسی) و دکتر محسن شرفی (دکتری تولید مثل و عضو هیئت علمی دانشگاه تربیت مدرس و عضو تیم تحقیقاتی پژوهشگاه رویان) نام برد.
  - دکتر ناصر بهمنی از چهره‌های فعال در عرصه‌های سیاسی، اجتماعی فارس در سی سال اخیر به‌شمار می‌آید. معاونت اداره کل بهزیستی فارس، مدیریت هتل همای شیراز، دبیرکل حزب اعتدال و توسعه استان فارس، دبیر ستاد ریاست جمهوری روحانی در دو دوره ، مشاور دکتر نوبخت دبیرکل حزب اعتدال و توسعهٔ ایران در سازمان برنامه و بودجه و نگارش و انتشار ده‌ها مقاله در نشریه‌های معتبر استانی و کشوری در زمرهٔ سوابق بهمنی به‌شمار می‌آید.
  - دکتر صغری استوار دارای مدرک دکتری تخصصی روان‌شناسی از دانشگاه شیراز از چهره‌های شاخص فرهنگی شهر جویم است که هم اینک در دانشگاه‌های شیراز، مرودشت و ارسنجان مشغول تدریس می‌باشد. حضور ایشان در همایش‌های بین‌المللی روان‌شناسی و علوم تربیتی ایران، آلمان و اطریش و چاپ و انتشار مقاله‌های وی در مجله‌های ایرانی و خارجی نشان گر روح خستگی‌ناپذیر و توانمندی‌های والای ذهنی وی است. کتاب‌های «کودک کلاس اولی من» و «مبانی نظری، پژوهشی و درمانی اختلال اضطراب اجتماعی» از آثار منتشر شده ایشان در سال‌های ۱۳۹۲ و ۱۳۹۵ می‌باشد.[۱۹]
  - دکتر کرامت‌الله تقوی نویسندهٔ توانمند و پژوهشگر نام‌آشنای استان فارس تاکنون بیش ۳۰ کتاب در حوزهٔ تاریخ و جغرافیای جویم، لارستان و جنوب فارس تألیف کرده که ۱۲ تای آن چاپ و منتشر شده‌است. نشریه‌های استانی و کشوری تاکنون پذیرای چاپ و انتشار ۶۳ مقالهٔ پژوهشی ایشان بوده‌اند.

وی هم‌چنین در نقش‌های «مدیریت کتابخانهٔ عمومی بخش جویم»، «دبیری انجمن میراث فرهنگی و گردشگری بخش جویم»، «دبیری انجمن شاعران و نویسندگان بخش جویم» و سردبیری ماهنامه‌های پیام جویم و صحبت نوی جویم منشأ تحولات فرهنگی ارزنده در منطقهٔ جویم بوده‌است. ثبت ۴۰ اثر تاریخی منطقهٔ جویم در ردیف آثار ملی ایران، ثبت شهر جویم به عنوان یکی از نُه شهر تاریخی فارس در سال ۱۳۸۷ و مرمت چهار اثر تاریخی شهر جویم (دو کاروانسرا، یک حمام خزانه و مسجد جامع) با اعتباری بالغ بر ۷۰۰ میلیون تومان با هدف تغییر کاربری به بازارچه صنایع دستی و موزه مردم‌شناسی از خدمات ایشان محسوب می‌گردد.
- دکتر محسن شرفی زادهٔ ۱۳۶۴ در جویم، عضو هیئت علمی دانشگاه تربیت مدرس و عضو گروه تحقیقاتی پژوهشگاه رویان می‌باشد که در حوزه تحقیقات تولید مثل و تولید حیوانات تراریخت مشغول به فعالیت می‌باشد. وی در چند سال اخیر، از سوی مجامع علمی داخلی و بین‌المللی هموارد مورد تقدیر قرار گرفته‌است که از آن‌ها می‌توان به پژوهشگر برتر جوان کشور، پژوهشگر برگزیده دانشگاه تربیت مدرس، جایزه بین‌المللی تحقیقات تولید مثل رویان و جایزه کریستال اوارد دانشگاه ساسکاچوان کانادا نام برد.  از وی بیش از پنجاه مقالهٔ علمی بین‌المللی در مجلات معتبر علمی دنیا و سخنرانی در کنگره‌های علمی معتبر دنیا منتشر شده‌است. وی هم‌اکنون به عنوان عضو هیئت علمی دانشگاه تربیت مدرس در عرصه تحقیقات تولید مثل حوزهٔ دامی، فیزیولوژی تولید مثل و تراریخت‌سازی مشغول به فعالیت و پژوهش می‌باشد.